# تعذر القراءة (حالة مرضية)
يحدث تعذر القراءة («أليكسيا» مشتقة من الكلمة اليونانية ἀ وتعني ألفا السلب، وتُستخدم للتعبير عن النفي، وλέξις وتعني «كلمة»)، أو عسر القراءة المكتسب، عندما يتسبب تلف بالدماغ في فقدان المريض القدرة على القراءة. وهو يُسمى أيضًا بعمه الكتابة أو تعذُّر القراءة أو الحبسة الإبصارية.
وقد يواجه هؤلاء الذين يعانون من «تعذر القراءة» و"عسر القراءة النمائي" صعوبات متشابهة، ومع ذلك، يشير «تعذر القراءة» إلى عجز القراءة المكتسب حيث تكون القدرة على القراءة قد تطورت مسبقًا ويحدث ذلك عادةً في حالات البالغين، بينما يشير «عسر القراءة النمائي» إلى العجز عن تطوير القدرة على القراءة.

## التصنيف
ينقسم تعذر القراءة إلى مجموعتين.
- المجموعة الأولى أو الرئيسية هي «عسر القراءة المركزي» وهي مجموعة تشمل عسر القراءة السطحي وعسر القراءة الدلالي وعسر قراءة الأصوات الكلامية وعسر القراءة العميق.[5][6]
- أما المجموعة الثانية فهي مجموعة «عسر القراءة المحيطي» وتشمل عسر القراءة المُهمل وعسر القراءة الانتباهي وتعذر القراءة البحت والمعروف أيضًا باسم تعذُّر القراءة دون تعذُّر الكتابة.[6]

يعتمد تصنيف تعذر القراءة على موقع التلف التشريحي وعلى ما إذا كان هناك تعذر كتابة (عجز في الكتابة) و/أو حبسة (عجز في اللغة الشفهية). وغالبًا ما يرتبط كل من تعذر القراءة وتعذر الكتابة بالحبسة، ولكن يمكن أن يكون هناك تعذر قراءة وتعذر كتابة دون وجود حبسة. وفي حالة عدم وجود الحبسة، يُصنف تعذُّر القراءة إما إلى:
1. تعذر القراءة دون تعذر الكتابة (تعذر قراءة بحت أو عمه الكتابة) والذي يرتبط بتلف الفص القذالي الأيسر.
2. أو تعذُّر القراءة مع تعذُّر الكتابة والذي يرتبط بآفات تصيب التلفيف الزاوي الأيسر.[7][8]

## الأسباب
يحدث تعذر القراءة عادة كتابع لتلف نصف الكرة المهيمن بالدماغ وعادةً ما يكون النصف الأيسر. ويمكن أن يحدث أيضًا بسبب آفات تصيب الفص القذالي و/أو الفص الجداري، وهي المناطق المسؤولة عن معالجة الجوانب السمعية والصوتية والبصرية من اللغة. حيث تتولى منطقة تقاطع الفص القذالي والفص الصدغي (تُسمى في بعض الأحيان الموصل القذالي-الصدغي) مهمة تنسيق المعلومات التي يتم تجميعها من المعالجة البصرية والسمعية وتُسند المعنى للمنبه. وقد يحدث تعذر القراءة أيضًا كتابعٍ لتلف الفص الجبهي السفلي. ويؤدي تلف هذه المناطق المختلفة من قشرة الدماغ إلى أنماطٍ مختلفة نوعًا ما من الصعوبة لدى الأفراد المصابين.[بحاجة لمصدر] وفي بعض الحالات، قد تتسبب السكتة الدماغية في حدوث تعذر القراءة.
يُصنف تعذر القراءة دون تعذر الكتابة كمتلازمة انقطاع تشمل انقطاع مسارات الاتصال بين نصفي الكرة المخية الأيسر والأيمن. ففي العادة، تستقبل القشرة البصرية اليمنى المعلومات من الجانب الأيسر من مجال الإبصار، ويجب نقل هذه المعلومات بعد ذلك عبر الصوار الخلفي وشريط الجسم الثفني إلى نظام أشكال الكلمات في نصف الكرة الأيسر من المخ. إلا أن عملية نقل المعلومات هذه تتم مقاطعتها لدى المصابين بتعذر القراءة دون تعذر الكتابة. ويأتي تعذر الكتابة كنتيجةً لآفات تصيب الفص الجبهي الأيسر الخلفي والفص الجداري الأيسر العلوي.

## الأعراض
قد يصاحب تعذر القراءة حبسة تعبيرية و/أو حبسة استقبالية (الحبسة عدم القدرة على إنتاج أو فهم اللغة الملفوظة). ومن الممكن أن يحدث تعذُّر القراءة بالتزامن مع تعذُّر الكتابة، وهو الفقدان المحدد للقدرة على إنتاج لغة مكتوبة حتى وإن كانت القدرات اليدوية الحركية الأخرى سليمةً. وفي حالاتٍ أخرى، يقتصر التلف على المناطق المسؤولة عن معالجة المدخلات. وبُعرف المرض الناتج عن ذلك باسم تعذر القراءة البحت. وفي هذا السيناريو، تُدخر قدرة الفرد على إنتاج لغة مكتوبة رغم عدم قدرته على فهم النص المكتوب.
ينشأ تعذر القراءة دون تعذُّر الكتابة من الشريط القذالي الأيسر لآفات الجسم الثفني.

## العلاج
استطاع أحد المرضى المصابين بتلف في المناطق المسؤولة عن المعالجة البصرية أن يستعيد القدرة على القراءة عن طريق استخدام المعالجة الحركية (تتبع أشكال الحروف).

## حالات جديرة بالذكر
عانى الروائي الكندي هوارد إنجل من تعذر القراءة (تعذر الكتابة الجيبية) عقب إصابته بسكتة دماغية في عام 2000. ونشر حالته لاحقًا طبيب الأمراض العصبية أوليفر ساكس.